# Ентоні Дюклер
Ентоні Дюклер (англ. Anthony Duclair; 26 серпня 1995, м. Монреаль, Канада) — канадський хокеїст, лівий/правий нападник. Виступає за «Флорида Пантерс» у Національній хокейній лізі.
Вихованець хокейної школи «АМХ Сен-Леонар». Виступав за «Квебек Ремпартс» (QMJHL), «Нью-Йорк Рейнджерс», «Аризона Койотс», «Таксон Роудраннерс», «Чикаго Блекгокс», «Колумбус Блю-Джекетс», «Оттава Сенаторс».
Станом на лютий 2023 року провів в чемпіонатах НХЛ — 470 матчів (120+132).
У складі молодіжної збірної Канади учасник чемпіонату світу 2015.
Досягнення
- Переможець молодіжного чемпіонату світу (2015)